# Fahnersdorf
Fahnersdorf ist ein Ortsteil der Stadt Rötz im Landkreis Cham des Regierungsbezirks Oberpfalz im Freistaat Bayern.

## Geografie
Fahnersdorf liegt 3,3 Kilometer östlich der Bundesstraße 22, 2,7 Kilometer westlich der Staatsstraße 2150 und 6 Kilometer nördlich von Rötz. Westlich von Fahnersdorf entspringt der Kasbach, Oberlauf des Blabmühlbaches. Nordöstlich von Fahnersdorf fließt der Buchbach in Richtung Südosten. Nördlich von Fahnersdorf erhebt sich der 567 Meter hohe Steinbierl.

## Geschichte
Fahnersdorf (auch: Vonestorf, Vanesstorf, Vanestorf, Vanersdorff, Fanerstorff, Fannerstorff, Fanersdorf) gehört zu den -dorf-Orten. Die Ortsnamenforschung kennzeichnet die auf -dorf endenden Ortsnamen als Gründungen aus dem 9. bis 12. Jahrhundert. Solche Ortsnamen treten in der Umgebung von Rötz gehäuft auf.
Im 12. Jahrhundert lag Fahnersdorf im Einflussbereich der Altendorfer-Leonberger, die in Fahnersdorf Lehen hatten.
1296 gab Waltherus de Wartperch Zehnte in Fahnersdorf zugunsten des Klosters Schönthal an Wernhard Graf von Leonsberg zurück.
In einer Urkunde von 1315 ist die Übergabe von Zehentrechten der Warberger an das Kloster Schönthal verzeichnet, darunter die dritte Garb über drei Güter in Fahnersdorf. Diese Zehentrechte hatten die Warberger ursprünglich von den Leonbergern zu Lehen. 1320 verkauften Dietrich und Werner von Schneeberg einen Hof in Fahnersdorf an das Kloster Schönthal.
Im Verzeichnis der Erträge des Klosters Schönthal von 1429 wurde Fahnersdorf aufgeführt.
1505 verkaufte Jorg Rornstetter von der Rornstatt ein Gut in Fahnersdorf an Heinrich von Gutenstein zu Schwarzenburg. 1522 erschien es mit 4 Amtsuntertanen zum Amt Rötz zugehörig. Im Jahr 1522 gehörten Untertanen in Fahnersdorf zum Kastenamt Rötz. In einem Verzeichnis von 1588 wurden für Fahnersdorf 3 Höfe, 1 Gut, 1 Inwohner und Mannschaften als zur Frais Schwarzenburg gehörig aufgeführt.
1622 gab es dort 4 Mannschaften. In den Steuerunterlagen des Pflegamts und der Stadt Rötz von 1630 wurde das Amt Rötz in Viertel eingeteilt. Fahnersdorf gehörte zum 2. Viertel. Es hatte 3 Höfe, 1 Gut und einen Hof zur Hofmark Treffelstein gehörig.
1766 wurden für Fahnersdorf 4 Anwesen: 3 Höfe und ein Gut als grundbar zum Kloster Schönthal verzeichnet. 1792 gab es in Fahnersdorf 5 Pflegamtsuntertanen sowie 1 Untertan der Hofmark Arnstein und Hiltersried (inkorporiert nach Herzogau). 1779 verkaufte Johann Nepomuk von Reisach, Inhaber der Hofmark Treffelstein, einen Untertanen in Fahnersdorf an Joseph Ferdinand Voith von Voithenberg auf Herzogau. 1797 fiel das Landsassengut Arnstein durch Erbschaft an Joseph Freiherr von Voithenberg. Dieser konnte jedoch nicht nachweisen, dass ihm persönlich die Landsassenfreiheit zustand. Deshalb wurden die Untertanen von Arnstein, darunter auch 1 Untertan in Fahnersdorf, dem Landgericht Waldmünchen unterstellt.
1808 hatte Fahnersdorf 7 Anwesen und 1 Anwesen grundbar zum Landsassengut Arnstein. Der Gemeinde gehörte ein Hirtenhaus, das zusammen mit Hermannsbrunn genutzt wurde. Außerdem gab es einen Wirt.
1808 wurde die Verordnung über das allgemeine Steuerprovisorium erlassen. Mit ihr wurde das Steuerwesen in Bayern neu geordnet und es wurden Steuerdistrikte gebildet. Dabei kam Fahnersdorf zum Steuerdistrikt Diepoltsried. Der Steuerdistrikt Diepoltsried bestand aus den Dörfern Diepoltsried, Fahnersdorf und den Weilern Güttenberg und Hermannsbrunn.
1820 wurden im Landgericht Waldmünchen Ruralgemeinden gebildet. Dabei wurde Fahnersdorf mit 20 Familien Ruralgemeinde. Zur Ruralgemeinde Fahnersdorf gehörten die Dörfer Fahnersdorf mit 11 Familien und Hermannsbrunn mit 9 Familien.
Anfang der 1920er Jahre tauchten Gerüchte auf, dass das Bezirksamt Waldmünchen aufgelöst würde. Wegen dieser Gerüchte beantragten mehrere Gemeinden, darunter auch Fahnersdorf, ihre Umgliederung in das Bezirksamt Neunburg. Als klar wurde, dass das Grenzland-Bezirksamt Waldmünchen weiter bestehen würde, wurden diese Anträge zurückgezogen.
1972 wurde die Gemeinde Fahnersdorf nach Rötz eingegliedert.
Fahnersdorf gehört zur Pfarrei Heinrichskirchen, früher Pfarrei Rötz, Filiale Heinrichskirchen. 1997 hatte Fahnersdorf 38 Katholiken.

## Einwohnerentwicklung ab 1820
| Jahr | Einwohner   | Gebäude |
| ---- | ----------- | ------- |
| 1820 | 11 Familien | k. A.   |
| 1838 | 71          | 8       |
| 1861 | 71          | 25      |
| 1871 | 69          | 41      |
| 1885 | 60          | 9       |
| 1900 | 58          | 7       |
| 1913 | 48          | 7       |

| Jahr | Einwohner | Gebäude |
| ---- | --------- | ------- |
| 1925 | 43        | 7       |
| 1950 | 39        | 6       |
| 1961 | 32        | 6       |
| 1970 | 36        | k. A.   |
| 1987 | 42        | 6       |
| 2011 | 36        | k. A.   |

## Denkmalschutz
Nordöstlich von Fahnersdorf befindet sich ein mittelalterliches und frühneuzeitliches Goldabbaurevier mit Gruben, Gräben und Halden.